# أوريلينو ليل
أوريلينو ليل بلدية في ولاية باهيا في المنطقة الشمالية الشرقية من البرازيل.